# Attentat de Bamako du 7 mars 2015
L’attentat de Bamako du 7 mars 2015 est une fusillade à Bamako, la capitale du Mali. Des assaillants se sont attaqués au bar-restaurant-boîte de nuit La Terrasse, fréquenté par les expatriés, peu après minuit. Il s'agit du premier attentat qui visait des Occidentaux dans la capitale malienne.

## Bilan
Un Belge, officier de sécurité de la délégation européenne au Mali, un Français et trois Maliens, dont un policier qui aurait, selon le journal Le Monde, tenté de s'interposer lors de la fusillade, sont tués, et neuf personnes sont blessées. Parmi elles trois Suisses, dont deux militaires, « deux experts internationaux travaillant avec le Service des Nations unies de lutte contre les mines de la Minusma » selon la Mission de l'ONU au Mali.
| Nationalité | Morts | Blessés | Total |
| ----------- | ----- | ------- | ----- |
| Mali        | 3     |         |       |
| Belgique    | 1     |         |       |
| France      | 1     |         |       |
| Suisse      | 0     | 3       | 3     |
| Inconnus    | 0     | 6       | 6     |
| Total       | 5     | 9       | 12    |

## Revendication
L’attentat est revendiqué par le groupe djihadiste Al-Mourabitoune de Mokhtar Belmokhtar dans un enregistrement audio diffusé par l’agence privée mauritanienne Alakhbar.

## Enquête
En mars 2016, trois maliens en lien avec l'attentat sont arrêtés. En avril 2016 les services de renseignement maliens ont arrêté Fawaz Ould Ahmeida (ou Fawaz Ould Ahmed), de nationalité mauritanienne, auteur présumé de l'attentat et qui s'apprêtait à commettre un attentat sur des cibles occidentales à Bamako. Il est également le planificateur de l'attentat du Radisson Blu de Bamako du 20 novembre 2015,.

## Réactions internationales
- Belgique: le Premier ministre belge Charles Michel et le ministre des Affaires étrangères, Didier Reynders, ont condamné l’attentat[6].
- États-Unis: le secrétaire d’État américain John Kerry a dénoncé samedi l'attaque « horrible et lâche » perpétrée à Bamako.
- France: Le président français François Hollande a dénoncé samedi avec « la plus grande force le lâche attentat » commis dans la nuit à Bamako. Les présidents français et malien ont décidé de prendre des mesures communes pour renforcer la sécurité au Mali.
- Suisse: la Suisse a « condamné fermement » cet attentat.